# Robert Cunninghame Graham

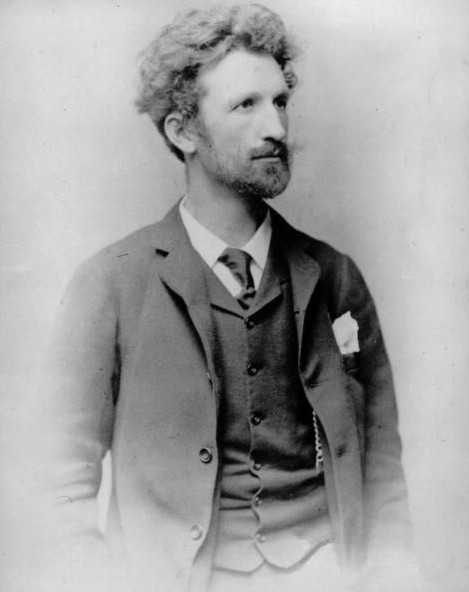
Cunninghame Graham 1890

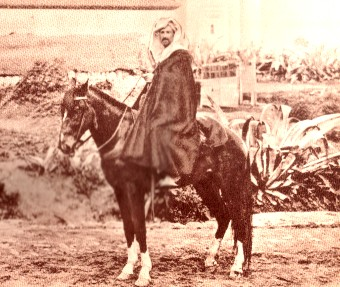
Cunninghame Graham in Verkleidung, um 1897 durch Marokko zu reiten

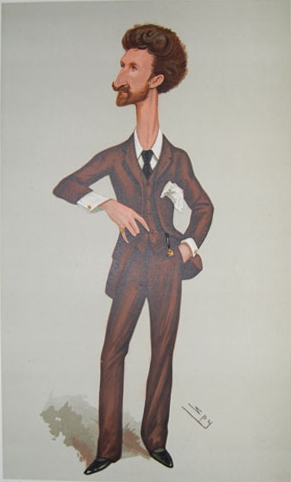
Chunninghame Grahams Karikatur durch Spy vom Vanity Fair 1888

Robert Bontine Cunninghame Graham (* 24. Mai 1852 in London; † 20. März 1936 in Buenos Aires, Argentinien; auch Roberto Bontine Cunninghame Graham), Spitzname Don Roberto, war ein schottisch-spanischer Aristokrat, sozialistischer Politiker und Abenteurer.
Graham arbeitete eng mit Friedrich Engels zusammen und war einer der ersten sozialistischen Abgeordneten im britischen Unterhaus. Graham nahm an mehreren Revolutionen in Lateinamerika teil. Bei der Erstellung des Romans Nostromo beriet er seinen Freund Joseph Conrad.
Seine abenteuerlichen Reisen hielt er in mehreren Romanen und Geschichten fest. Sein Roman Vanished Arcadia inspirierte nach Angaben des Verlags Long Riders’ Guild Press den 1986 erschienenen Film Mission (Originaltitel The Mission).